# Młot Słońca
Młot Słońca (ang. The Hammer of the Sun) to dzieło Michaela Scotta Rohana utrzymane w tematyce fantasy wydane po raz pierwszy w 1988 roku. Jest to trzecia część sagi Zima świata, opowiadającej o życiu i bohaterskich czynach młodego Alva-Elofa, nawiązującej do mitologii staroskandynawskiej.  Data pierwszego polskiego wydania  to rok 1995 nakładem Wydawnictwa Amber.